# Bydlení především
Bydlení především (také Bydlení nejdříve či Nejdřív bydlení, uvádí se i anglicky jako Housing First) je politika ukončování bezdomovectvi lidí, kteří kromě dlouhodobé bytové nouze potřebují i komplexní sociální péči. Vychází se z myšlenky, že základní potřebou lidí bez domova je získat stabilní bydlení a jejich ostatní potřeby lze uspokojovat až poté, co získají domov. Bydlení se tak stává prvním krokem ke stabilizaci životní situace klienta. Na tento první krok pak navazuje podpora v řešení dalších témat, jako je praktická orientace (zdravotní a sociální pojištění, základní dávky), případně léčení závislostí nebo psychického onemocnění. V přístupu Bydlení především tedy péče o lidi bez domova ubytováním nekončí, ale začíná. Je to rozdíl od většiny jiných přístupů, jež vlastní bydlení přidělují až těm lidem v bytové nouzi, kteří splnili určité předchozí podmínky (model prostupného bydlení). V programech Bydlení především je klientovi poskytnut do nájmu standardní byt a spolu s ním i intenzivní, flexibilní a individualizovaná podpora týmu sociálních pracovníků a pracovnic.

## Historie
První program Housing First vznikl v Los Angeles roku 1988 a v 90. letech 20. století ho popularizoval americký klinický psycholog Sam Tsemberis, který založil roku 1992 v New Yorku organizaci Pathways to Housing. Tsemberis se při své práci zaměřoval na lidi bez domova, kteří mají duševní onemocnění nebo duální diagnózu, tedy duševní onemocnění a závislost na návykových látkách. Bydlení především tak, jak ho realizovala organizace Pathways to Housing, se ukázalo být úspěšné a praxe se poměrně rychle rozšířila do celého světa. Bydlení především patří mezi politiky založené na důkazech. Programy Bydlení především, které jsou věrné principům tohoto přístupu, dosahují obvykle úspěšnosti okolo 90 %

## Klienti programu
Ačkoliv byl původní program Bydlení především zaměřený na jednotlivce, záhy se objevily programy zaměřené na práci s rodinami i mladými dospělými. Z programů Housing First se později vyvinul program Rapid Re-Housing, který se snaží o zkrácení doby intervence a je vhodný zejména pro osoby bez domova schopné rychle přejít k běžnému způsobu života, tedy méně zatížené kriminální historií, užíváním drog a psychiatrickými problémy.

## Bydlení především vs. prostupné bydlení

##### Prostupné bydlení a dodržování pravidel
Programy založené na systému prostupného bydlení (anglicky Housing Ready) umožňují standardní bydlení těm klientům, kteří se prokážou svou "schopnost a připravenost bydlet" dodržením různých pravidel a požadavků systému, před etablováním Bydlení především šlo o jediný model politiky řešení bezdomovectví. Typický prostup tímto systémem vypadá tak, že člověk bez domova, který žije bez přístřeší nebo v zahradní chatce, začne docházet do nízkoprahového denního centra a následně přespávat na noclehárně, kde ho čekají první pravidla, nedostatek soukromí na sdílených pokojích a nemožnost pobývat na noclehárně přes den. Pokud klient noclehárny zvládá dodržovat všechna pravidla a podaří se mu zajistit příjem alespoň v podobě sociálních dávek na bydlení, může se ubytovat na azylovém domě, kde může pobývat celodenně. Stále ho ale čeká soužití s cizím lidmi na stejném pokoji, dodržování pravidel a další požadavky například na řešení dluhů, hledání zaměstnání, řešení závislostí, duševního i fyzického zdraví. Pokud klient některá pravidla nezvládne dodržovat, propadá systémem zpět na noclehárnu nebo na ulici. Pokud na azylovém domě uspěje, může postoupit do tréninkových bytů a následně případně do standardního bydlení, i z těchto stupňů bydlení ale může poměrně snadno "spadnout" na nižší stupně systému a ocitnout se opět v akutní bytové nouzi. V České republice je však nedostatek cenově dostupných nájemních bytů, což v kombinaci s předlužeností většiny lidí bez domova způsobuje, že se klienti těchto služeb točí mezi ulicí, noclehárnou a azylovým domem, případně ubytovnou nebo jinou formou bytové nouze i desítky let.Měřítkem úspěchu navíc v prostupném bydlení často nebývá jen nalezení samotného standardního bydlení, ale dosažení i určité aktivizace a integrace do společnosti prostřednictvím například splácením dluhů, nalezením práce apod. Pro řadu osob bez domova je z různých důvodů obtížné těchto požadavků a očekávání dosáhnout, což může být chápáno jako nízká motivovanost nebo nespolupráce. Standardní bydlení je v tomto modelu tedy cílovým, nikoliv výchozím stavem, kterého je schopné dosáhnout jen malé množství lidí bez domova.

##### Bydlení především
Programy Bydlení především se zaměřují na ty lidi bez domova, kteří systémem prostupného bydlení propadají nebo nejsou z různých důvodů schopní do něj vůbec vstoupit. Místo principu zásluhovosti se řídí principem potřebnosti. Většina klientů Bydlení především za sebou má mnohaletou zkušenost s bytovou nouzí, často traumatické zážitky z dětství nebo z minulosti, které významně negativně poznamenaly jejich životní dráhu. Nezřídka se potýkají se závislostí a různě závažným duševním onemocněním, často jde o lidi, kteří bývají oběťmi násilí a zneužívání. V důsledku traumatických zážitků a dlouhodobého pobytu v bytové nouzi a sociálním vyloučení je pro ně velmi obtížné dodržovat pravidla pobytových sociálních služeb nebo se bez intenzivní a individuální sociální podpory snažit o zotavení a sociální integraci. Bydlení především kromě poskytnutí standardního bydlení poskytuje těmto svým klientům intenzivní a flexibilní podporu týmu sociálních a terénních pracovníků, kteří klienty doprovází a podporují je v udržení bydlení a řešení dalších problémů. Bydlení především považuje jako úspěch, když si klient bydlení udrží (tedy dodržuje domovní řád a platí nájem). Podpůrný tým klientova nedirektivně motivuje k řešení dalších témat, vždy ale respektuje klientovu volbu.
Bydlení především není univerzální odpovědí na řešení bytové nouze všech rodin a jednotlivců. Řada lidí nepotřebuje komplexní podporu týmu sociálních pracovníků, stačilo by jim cenově dostupné bydlení a ambulantní poradenské sociální služby. Bydlení především by měl v ideálním případě doplňovat komplexní systém bydlení, v němž by bylo zahrnuto krizové ubytování (noclehárna, azylový dům), chráněné bydlení a jiné formy tréninkového a komunitního bydlení a cenově dostupné bydlení s různou mírou podpory sociálních pracovníků.

## Principy
Programy Bydlení především po celém světě se řídí několika základními principy, které vychází z principů používaných v organizaci Pathways to Housing, které jsou považovány za výchozí bod a zjednodušeně řečeno standard kvality.

#### PodlePathways to Housing[4]
1. Bydlení je základní lidské právo. Bydlení je základní lidskou potřebou, proto Pathway to Housing nepodmiňuje nástup do bydlení léčbou, abstinencí nebo jinými podmínkami, které by se netýkaly všech nájemníků. Stabilní bydlení je výchozím bodem pro řešení dalších témat a nikdo nemůže dopředu říct, který klient si bydlení dokáže udržet, a který ne.
2. Úcta, vřelost a soucit se všemi klienty. Tyto hodnoty jsou srdcem programu[4] Vytváří zdravý a pozitivní vztah s klientem i kulturu organizace, týká se tedy i pracovníků a vedení. Ačkoliv se může zdát v oblasti sociálních služeb o samozřejmost, program Pathways to Housing klade na tyto hodnoty mimořádný důraz, který se prolíná celou praxí a projevuje se v nejrůznějších detailech.
3. Závazek pracovat s klienty tak dlouho, jak potřebují. Podpora programu není časově omezená, spolupráci ukončuje klient až ve chvíli, kdy se sám vědomě rozhodne, že již podporu nepotřebuje. Pracovníci organizace spolupráci neukončují ani v situacích, kdy se klient z různých důvodů vyhýbá, naopak se ho snaží dále kontaktovat, protože může být v obtížné situaci. Pracovníci takto s klientem udržují vztah, i když klient není zrovna schopný nebo ochotný s pracovníkem komunikovat.
4. Rozptýlené bydlení. Bydlení ve standardních bytech, v běžné zástavbě mimo sociálně vyloučené lokality podporuje integraci klientů do společnosti. Standardní bydlení umožňuje klientům, aby si k bytu vytvořili vztah a začali ho vnímat jako svůj domov. Toho na ubytovnách nebo azylových domech nelze dosáhnout a ani to není žádoucí.
5. Oddělení bydlení a služeb. Programy Pathways to Housing dbají na oddělení rolí pronajímatele a poskytovatele podpory. Klienti bydlí ve standardních bytech s běžnou nájemní smlouvou. Pro udržení bydlení pro ně tedy platí stejné podmínky jako pro kterékoliv jiné nájemníky. Službu pak poskytují pracovníci týmu Pathways to Housing. Někteří klienti tak bydlí a mají sociální podporu, někteří mohou bydlet v původních bytech, ale již bez podpory, kterou nepotřebují. Po ukončení podpory tak nemusí opouštět svůj domov. Klienti, kteří museli byt opustit, mohou dál čerpat podporu týmu a hledat způsoby, jak se do bydlení opět vrátit.
6. Klientova svobodná volba a sebeurčení. Pathways to Housing vychází z toho, že klient sám si umí stanovovat cíle zotavení [4]. Program maximálně využívá přístupy zaměřené na člověka a spolupracují s klienty na tom, co je pro klienty samotné důležité. Témata spolupráce tedy vycházejí od klienta, nikoliv od pracovníků programu.
7. Zaměření na zotavení. Zotavení Patways to Housing chápe jako "proces, při němž jsou lidé schopní žít, pracovat, učet se a plně se účastnit života své komunity." Klienti programu nemusí mít strach, že přijdou o bydlení, pokud budou užívat návykové látky nebo naopak neužívat psychiatrické léky, tato témata tak pro spolupráci nemusí být tabu. Personál programu věří, že každý má potenciál dosáhnout zotavení. Cíl případné léčby a oblasti zotavení, na kterých se bude pracovat, si opět určuje klient a tým ho podporuje. Úspěšnost spolupráce se pak opírá o dobře nastavený pracovní vztah s celým týmem. Členy programu Pathways to Housing jsou i peer konzultanti, kteří sami mají zkušenost s duševním onemocněním a (nebo) závislostí.
8. Snižování rizik Pro řadu klientů programu Pathways to Housing nemusí být abstinence přijatelnou variantou řešení jejich závislosti. Program tak používá přístup minimalizace rizik (anglicky harm reduction), kdy s společně s klientem hledá co nejbezpečnější způsob, jak omezovat rizika užívání návykových látek zejména s ohledem na to, aby si klient udržel bydlení. Neznamená to, že by Pathways to Housing nepodporoval klienty v abstinenci, pro řadu z nich ale minimalizace rizik může být způsobem, jak nad případnou abstinencí začít přemýšlet. U klientů s dvojitou diagnózou program používá přístup integrované léčby duálních poruch[4].

#### Podle Evropské sítě Bydlení především (Housing First Europe Hub)[1]
1. Bydlení je lidské právo. Kromě toho, že je bydlení základní lidskou potřebou, jsou v příručce zdůrazněny i další faktory, které se týkají bydlení. Výbor OSN pro hospodářská, sociální a kulturní práva do práva na bydlení zahrnuje právní jistotu bydlení (ochrana před nuceným vystěhováním atd.), finanční dostupnost bydlení (náklady na bydlení by neměly způsobovat, že domácnost nemá peníze na jídlo, vzdělání nebo zdravotní péči), obyvatelnost (dobrý technický stav, adekvátní místo k životu), vybavenost bytu (sanitární zařízení, příprava potravin, světlo, teplo, likvidace odpadu), fyzickou dostupnost (i pro osoby s fyzickým postižením nebo jiným omezením hybnosti, dále bydlení v dosahu občanské vybavenosti a zaměstnání), kulturní adekvátnost (umožňuje vyjádření kulturní identity)[5]. Evropská typologie bezdomovectví ETHOS definuje domov podle oblasti fyzické (bezpečí, autonomie, kontrola nad tím, kdo může do prostoru vejít), sociální (soukromí, umožnění normálního života domácnosti) a právní (bydliště pod právní ochranou)[1]. Bydlení v programech Bydlení především tak není pouze ubytováním ve smyslu poskytnutí střechy nad hlavou na omezenou dobu. Cílem Bydlení především je poskytnout klientům programu bydlení, které se může stát jejich domovem.
2. Možnost volby na straně klienta. Programy Bydlení především si zakládají na tom, že klienti rozhodují o svých potřebách a způsobech jejich naplnění. Podpora je vždy silně individualizovaná, pracovníci klientům vnímavě naslouchají a soustředí se na objevení a rozvoj jejich silných stránek. Neznamená to, že by pracovníci pasivně čekali na témata, se kterými klient přijde, ale aktivně pracuje s jeho motivací pomocí nedirektivních technik jako jsou například motivační rozhovory. Programy Bydlení především se v praxi vyhýbají poučování, kontrolování nebo jakýmkoliv represím vůči klientům.
3. Oddělení bydlení a podpory. Poskytnutí bydlení nebo jeho udržení není v programech Bydlení především podmíněno nějakou změnou chování (nalezení práce), užíváním psychiatrických léků nebo abstinencí. Klient může o bydlení přijít, pokud nedodržuje pravidla nájemní smlouvy. Platí pro něj stejná pravidla jako pro všechny jiné nájemníky. Služba zůstává s klientem v kontaktu i po vystěhování a klient může zůstat v bytě i poté, co je mu služba ukončena.
4. Důraz na zotavení. Zotavením není myšleno jen vymizení příznaků duševního onemocnění nebo zlepšení fyzického zdraví. Zotavení v kontextu Bydlení především se zaměřuje na celkovou životní spokojenost (well-being) klientů a naději, že pozitivní změna je vždy možná.
5. Harm reduction je přístup, který netrvá na abstinenci klientů, ale podporuje je ve snižování rizik a škod, které způsobuje užívání návykových látek. Na rozdíl od programů zaměřených na abstinenci, podporuje harm reduction i ty klienty, kteří z různých důvodů abstinenci (momentálně) odmítají. Harm reduction přesto podporuje klienty, kteří se pro abstinenci rozhodnou. Harm reduction je hodnotově v souladu s principem klientovy volby a sebeurčení.
6. Aktivní zapojení bez donucení (active engagement without coercion). Klienti se maximálně zapojují do rozhodování o svém životě a jeho směřování. Tým podpory zároveň nerezignuje v situacích, kdy je ohroženo klientovo bydlení a aktivně a asertivně, nikoliv agresivně s klienty pracují. Tento princip odkazuje také k tomu, že program žádným způsobem vůči klientům neuplatňuje sankce za jakékoliv způsoby chování. Podpora by klientovi nikdy neměla být odepřena. Stejně tak je nemyslitelné, aby bylo klientům odpíráno bydlení, pokud se nezačnou chovat způsobem, který budou pracovníci považovat za vhodný pro jejich životní spokojenost.[1].
7. Individuální plánování. V programech Bydlení především vychází individuální plány z potřeb a přání klienta, nikoliv z jeho slabých stránek nebo nepříznivé životní situace, jak ji vnímá sociální pracovník. Tým Bydlení především podporuje klienty v jejich rozvoji, sociální integraci, navazuje je na další sociální služby a možné zdroje podpory. Individuální plán se může týkat jakékoliv oblasti života, vždy musí odrážet klientovo přání. Proces plánování vychází z přístupů zaměřených na člověka.
8. Flexibilní podpora tak dlouho, jak je potřeba. Intenzita podpory klienta kolísá podle jeho potřeb. Tým počítá s tím, že se mohou objevit propady, relapsy a stavy dekompenzace, a to i po delší době, kdy je klient stabilizovaný a potřebuje jen minimální podporu. Tým programu je klientovi k dispozici vždy, když je to třeba, některé programy v Evropě fungují v režimu 24/7. Na individuální úrovni flexibilita zahrnuje i to, že se pracovník přizpůsobuje dennímu režimu klienta, dochází za ním do domácnosti nebo se s ním setkává jinde mimo kancelář. Podporu klienti dostávají tak dlouho, jak ji sami potřebují. Program není časově omezen.

## Projekty v zahraničí

### USA - sociální politika založená na důkazech
Velký význam pro další šíření přístupu Bydlení především měla realizace výzkumného projektu New York Housing Study. Šlo o čtyřletý randomizovaný kontrolní experiment, v němž byla lidem bez domova trpícím duševním onemocněním od konce roku 1997 do začátku roku 1999 náhodně přidělována buď podpora založená na přístupu Bydlení především, nebo obvyklá sociální podpora. Hlavním výzkumným zjištěním byla výrazně vyšší míra udržení bydlení u lidí, kterým byla poskytnuta podpora přístupem Bydlením především (ve srovnání s lidmi, se kterými bylo pracováno obvyklým přístupem). Dalším silným impulsem pro šíření Bydlení především bylo zjištění, že zavedení tohoto přístupu vede k úspoře veřejných výdajů. V roce 2002 byla publikována studie, která ukázala, že v souvislosti s lidmi, kteří jsou bez domova dlouhodobě, je z veřejných rozpočtů vydáváno zhruba 50 % výdajů spojených s bezdomovectvím, ačkoliv tato skupina tvoří asi jen 10 % lidí bez domova. Tito lidé totiž častěji využívají pohotovostní lékařskou službu, jsou častěji hospitalizováni, dostávají se častěji do vězení atd. Pokud je jim poskytnuto standardní bydlení se sociální podporou, je to pro společnost výrazně levnější. V roce 2007 byl přístup Bydlení především zařazen do Národního registru programů a praxí založených na vědeckých důkazech.
V letech 2010 až 2014 byl přístup Bydlení především jedním z prvků kampaně 100.000 domovů Archivováno 13. 3. 2017 na Wayback Machine.. Cílem této kampaně bylo ukončení chronického bezdomovectví v amerických městech prostřednictvím nalezení 100 tisíc bytů. Na kampaň nebyl alokován žádný rozpočet, šlo o využití zdrojů, jež již byly k dispozici. Vedle využití Bydlení především šlo o mapování všech lidí bez domova a vyhodnocení jejich potřeb během tzv. registračního týdne, soustředění se na data, jejich průběžnou aktualizaci a vyhodnocování pokroku a konečně: optimalizaci místních systémů řešení bytové nouze tak, aby směřovaly zdroje bydlení a podpory rychle a efektivně k těm, kdo je potřebují nejvíce. Do kampaně se postupně zapojilo 186 měst a podařilo se nalézt bydlení pro 105.580 lidí.

### Kanada a Evropa
Pod vlivem výsledků zavádění modelu Bydlení především ve Spojených státech se začaly v nultých letech 21. století realizovat první projekty také v sousední Kanadě. V roce 2008 tam odstartoval rozsáhlý projekt At Home/Chez Soi. Jednalo se o randomizovaný kontrolovaný experiment, v rámci kterého bylo sledováno 2148 duševně nemocných účastníků bez domova z pěti měst (Vancouver, Winnipeg, Toronto, Montreal a Moncton). Celkem 1158 účastníků bylo podpořeno metodou Bydlení především, zbylí účastníci představovali kontrolní skupinu a bylo s nimi pracováno obvyklým způsobem. Výzkum potvrdil výsledky ze Spojených států (lidé zabydlení prostřednictvím Bydlení především si udrželi bydlení výrazně déle než lidé z kontrolní skupiny; významné byly také úspory Bydlení především). V rámci projektu vznikla také metodika. V Kanadě byl model Bydlení především nedávno adaptován pro potřeby zabydlování mladých dospělých.
Vůbec první program Bydlení především v Evropě byl spuštěn v nizozemském hlavním městě Amsterdamu organizací HVO Querido v roce 2005. Následovaly pilotní projekty v Kodani (2007), Lisabonu (2009) a Glasgow (2010). První výsledky těchto projektů spolu se stále větším množstvím důkazů o efektivitě přístupu ze Spojených států a Kanady přispěly k rozhodnutí Evropské komise financovat mezinárodní projekt Housing first Europe. Jeho koordinátorem byl německým sociolog a přední evropský odborník na bezdomovectví Volker Busch-Geertsema. V rámci projektu realizovaném od srpna 2011 do července 2013 byl přístup testován v pěti evropských metropolích zemí s různými sociálními systémy (Amsterdam, Budapešť, Kodaň, Glasgow a Lisabon). Testování ukázalo, že model je úspěšně přenositelný do různých evropských kontextů. S výjimkou Budapešti byla ve všech případech vysoká míra udržení poskytnutého bydlení (po 12 měsících od zabydlení si bydlení udrželo mezi 79 a 97 %).
Zmínit je třeba ještě francouzský projekt Un chez-soi d’abord (V prvé řadě domov), který byl realizován od dubna 2011 do konce roku 2016 ve čtyřech francouzských městech (v Lille, Marseille, Toulouse a Paříži). Projekt byl po výše zmíněném kanadském projektu At Home/Chez Soi dosud vůbec nejvýznamnějším randomizovaným kontrolovaným experimentem, jenž srovnat efektivitu přístupu Bydlení především mimo Spojené státy. Do experimentu se zapojilo celkem 705 lidí bez domova. Z toho 353 bylo poskytnuto bydlení pomocí služeb Bydlení především a 352 využívalo obvyklé péče pro lidi bez domova. Podpora byla poskytována prostřednictvím multidisciplinárních týmu ACT modelu. Také v tomto případě byla míra udržení bydlení po 12 měsících vysoká (80 %).
V roce 2016 byl finskou nadací Y-Foundation a Evropskou asociací organizací pracujících s lidmi bez domova (FEANTSA) společně s 15 partnerským organizacemi založen Housing first Europe Hub (HFEB), který podporuje výzkum v oblasti bezdomovectví a jeho ukončování, zejména prostřednictvím přístupu Bydlení především. Na svých webových stránkách postupně vytváří databázi odborných textů. HFEB podporuje síťování a vzájemnou výměnu zkušeností (nejen) mezi partnerskými organizacemi z celé Evropy. V neposlední řadě pořádá školení pro budoucí školitele (Train the Trainer) v přístupu Bydlení především, jichž se v každém kole účastní až 30 budoucích školitelů z Evropy.
Přístup Bydlení především se postupně rozšířil do většiny zemí Evropské unie. Zatímco v některých z nich se teprve realizují první pilotní projekty, v jiných je přístup zahrnut do národních strategií řešení bezdomovectví (nejméně 17 zemí EU). Je nicméně stále více zřejmé, že Bydlení především samo o sobě k ukončení bezdomovectví nestačí (ze všech zemí EU se ostatně podařilo výrazně snížit míru bezdomovectví pouze ve Finsku).

## Projekty v Česku

### Projekt Nejdřív střecha
V Česku existuje od roku 2014 takto zaměřený projekt Nejdřív střecha, který založil Vojtěch Sedláček ve spolupráci s Výborem dobré vůle - Nadací Olgy Havlové. Projekt zaplatí bezdomovci, kterého doporučil terénní pracovník, měsíc v ubytovně, případně i dva měsíce. Zároveň klientovi poskytne odbornou radu a pomoc, zejména ve styku s úřady. Podle jeho zkušeností si nejméně 56 % čerstvých bezdomovců najde do měsíce práci a normální ubytovnu. Za 76 měsíců fungování projekt pomohl 1845 klientům a získal od dárců 4 569 560 Kč.

### Pilotní projektyBydlení předevšímv Brně
Roku 2016 další projekt tohoto typu určený pro 50 rodin schválilo zastupitelstvo Brna.
V letech 2016 - 2018 probíhal v Brně projekt Pilotní testování rychlého zabydlení rodin s dětmi známý pod pojmem Rapid Re-Housing (reálně šlo spíše o práci s rodinami přístupem Bydlení především, pojem Rapid Re-Housing odkazuje k příbuzné, ale jiné politice), který realizoval Magistrát města Brna. Podporu klientům programu zajišťovali sociální a terénní pracovníci a pracovnice z neziskové organizace IQ Roma servis Archivováno 29. 11. 2020 na Wayback Machine., kteří byli proškoleni týmem amsterdamské organizace HVO Querido. S přípravou projektu, jehož cílem bylo ověřit, zda je možné ukončovat bytovou nouzi rodin s dětmi přístupem Bydlení především, Brnu pomáhala americká expertka na ukončování bezdomovectví Katherine Gale. Ještě před zahájením projektu byl na jaře 2016 realizován tzv. registrační týden, v jehož rámci byly zmapovány brněnské rodiny s dětmi v bytové nouzi. Sociální pracovníci a dobrovolníci takových rodin identifikovali celkem 421.V rámci projektu pak bylo vylosováno 50 rodin, které dostaly do pronájmu sociální byt poskytnutý městem. Součástí byla i podpora sociálních pracovníků v souladu s principy Bydlení především. Dalších 100 rodin bylo vylosováno do kontrolní skupiny. Rodiny z obou skupin (intervenční i kontrolní) byly detailně dotazovány na počátku projektu a po šesti a dvanácti měsících od nastěhování. Na konci dvanáctiměsíční lhůty byl pak vyhodnocen dopad programu Bydlení především (tj. poskytnutí standardního bydlení a podpory na rodiny.) Projekt byl velmi úspěšný. Bydlení si po 12 měsících od zabydlení udrželo 96 % rodin.
Další významné dopady poskytnutí bytu a návazné podpory ve srovnání s kontrolní skupinou, jež měla srovnatelné výchozí podmínky:
- zlepšení zdravotního stavu dětí i rodičů - 4,5 x nižší riziko vážného duševního onemocnění matky /pečující osoby, 2 x nižší riziko návštěvy pohotovosti členy rodiny, 4,5 x nižší riziko využití sanitky členy rodiny, 3,1 x nižší riziko hospitalizace členy rodiny, 2,2 x méně časté užívání antibiotik členy rodin, o 73 % více matek může spát, kolik potřebuje, o 40 % více matek/ pečujících osob reportuje dobrý zdravotní stav,
- nižší riziko pobytu dětí v náhradní rodinné péči (2,7 x nižší během prvních 12 měsíců),
- zvýšená jistota bydlení a spokojenost s ním (2,11 x lepší jistota bydlení rodiny, 30 x nižší riziko stěhování, 2,8 x nižší riziko výskytu plísně v obydlí, 2 x vyšší spokojenost s bydlením).[12]

### Brno - Akční plán ukončování bezdomovectví rodin s dětmi
V návaznosti na projekt Rapid Re-housing bylo Radou města Brna uloženo Odboru sociálních věcí, aby ve spolupráci s Bytovým odborem vypracoval Akční plán ukončování bezdomovectví rodin s dětmi v Brně. Ve spolupráci s Platformou pro sociální bydlení byl plán vypracován během jara a léta 2018. Jednalo se o vůbec první realistický plán škálování ukončování bezdomovectví z pilotního projektu na systémové řešení s cílem dosažení tzv. funkční nuly, tedy stavu, kdy bude postupným zabydlováním rodin v bytové nouzi (a současně efektivní prevencí ztráty bydlení) snížen počet takových rodin až na nulu a následně už bude roční přírůstek vždy kompenzován rychlým znovuzabydlením rodin (v řádu měsíců). Plán poprvé v tuzemsku představil model integrovaného městského systému, který koordinovaně propojoval různé zdroje bytů a podpory. Plán se krátce před komunálními volbami nepodařilo schválit a byl Radou města pouze vzat na vědomí s tím, že po volbách došlo ke změně ve vedení města a město od realizace plánu ustoupilo.
Souběžně s programem Bydlení především pro rodiny probíhal v letech 2017 - 2020 v Brně projekt Pilotní testování koncepce sociálního bydlení v Brně Archivováno 31. 10. 2020 na Wayback Machine., jehož cílem bylo poskytnutí bydlení a podpory v souladu s principy Bydlení především 65 jednotlivcům a bezdětným domácnostem, které splňují cílovou skupinu klientů Bydlení především (potřeba komplexní sociální podpory). Realizátorem projektu byl Magistrát města Brna a sociální podporu klientům poskytovaly sociální pracovnice Referátu pro sociální integraci, které byly také proškoleny nizozemských týme HVO Querido. Podařilo se poskytnout bydlení celkem 58 domácnostem, z nichž si 92 % udrželo bydlení po roce od nastěhování.

### Otrokovice
Přibližně souběžně s brněnskými projekty začalo přístup Bydlení především testovat i město Otrokovice v projektu Pilotní ověření sociálního bydlení v Otrokovicích.

### Liberec
Dalším českým městem, které se rozhodlo vyzkoušet přístup Bydlení především, byl Liberec Archivováno 27. 10. 2020 na Wayback Machine.. V listopadu 2017 tam vylosovali prvních pět domácností z různých cílových skupin (rodin s dětmi i jednotlivců), jež byly následně zabydleny. Po nich následovaly další. Liberecký program je zajímavý tím, že podporu účastníkům poskytuje větší množství poskytovatelů z řad neziskových organizací (podporu v brněnských projektech poskytoval vždy jen jeden tým – v jednom případě neziskové organizace, v druhém případě v rámci magistrátu města). Inspirovala se i pražská Armáda spásy, která používá přístup Bydlení především ve svém programu prevence bezdomovectví Archivováno 13. 2. 2021 na Wayback Machine..

### Praha
Z principů Bydlení především vychází také podpora zabydlování lidí v bytové nouzi v hlavním městě Praze. Prioritním cílem zabydlování jsou v Praze na základě koaliční smlouvy uzavřené v listopadu 2018 rodiny s dětmi z ubytoven. Kromě města se na naplňování tohoto cíle má podílet také pět městských částí, které podepsaly Memorandum o spolupráci na ukončování bytové nouze v Praze. Jedná se dosud (v roce 2021) o tyto městské části: Praha 1, Praha 3, Praha 7, Praha 10, Praha 22. Pro účely ukončování bezdomovectví (nejen rodin s dětmi z ubytoven) hlavní město vytvořilo doplňkovou síť sociálních služeb, do které se zapojilo již 15 neziskových organizací.

### Výzva č. 108 operačního programu zaměstnanost Evropského sociálního fondu (OPZ ESF)
S ohledem na úspěšnost pilotních projektů byla v roce 2019 vypsána dotační výzva č. 108 v rámci OPZ ESF s názvem Podpora programu Housing First (Bydlení především) s cílem: "Zvýšit uplatnitelnost osob ohrožených sociálním vyloučením nebo sociálně vyloučených ve společnosti a na trhu práce a zvýšit kvalitu a udržitelnost systému sociálních služeb, služeb pro rodiny a děti a dalších navazujících služeb podporujících sociální začleňování." Výzva 108 se zaměřuje na ukončování bezdomovectví a bytové nouze, poskytnutí standardního bydlení se sociální podporou a jeho udržení klienty programu. Pro výzvu bylo alokováno 150 milionů korun. Na její přípravě se významně podíleli odborníci a odbornice z Platformy pro sociální bydlení a Agentury pro sociální začleňování. Podpořeno zatím bylo 15 projektů z celé České republiky s celkovým počtem asi 220 podpořených domácností. Připravila je jak města, tak neziskové organizace z různých regionů České republiky. První projekty započaly s realizací v létě 2019. Podmínky výzvy kladou v kontextu České republiky poměrně vysoké nároky na dodržování principů Bydlení především a desegregovaného bydlení. Metodickou podporu poskytuje realizátorům projekt Podpora sociálního bydlení MPSV Archivováno 29. 11. 2020 na Wayback Machine. společně s Platformou pro sociální bydlení, která se dlouhodobě o implementaci přístupu Bydlení především v ČR zasazuje.